# پست خیابان پرل

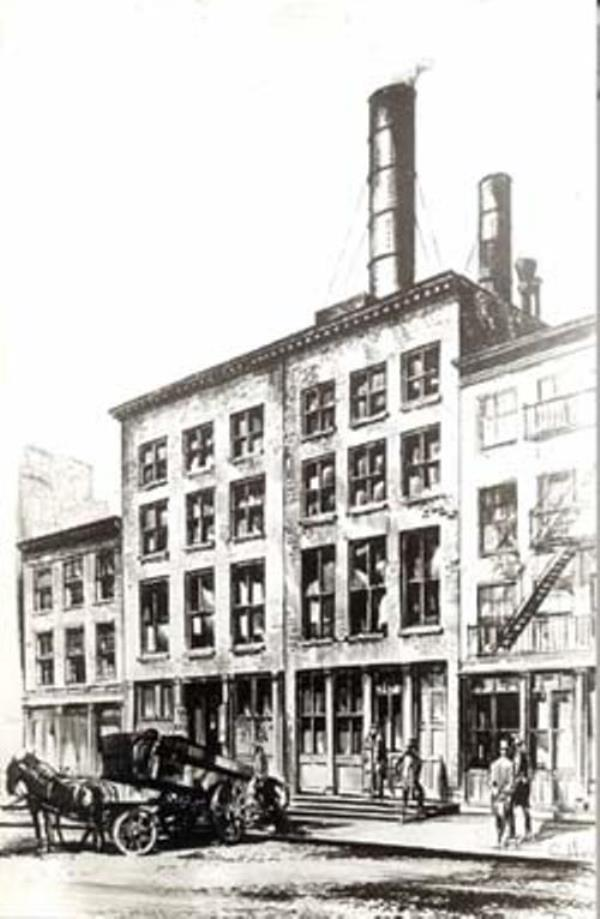
تصویری از پست خیابان پرل

پست خیابان پرل (به انگلیسی: Pearl Street Station) نخستین نیروگاه برق مرکزی در آمریکا بود. این پست کار خود را با یک ژنراتور جریان مستقیم در تاریخ ۴ سپتامبر ۱۸۸۲ با سروس دهی به ۸۵ مشتری و ۴۰۰ چراغ آغاز کرد.
در سال ۱۸۸۴، ایستگاه خیابان پرل در ۵۰۸ مشتری با ۱۰۱۶۴ چراغ را خدمت رسانی می‌کرد. این ایستگاه توسط شرکت روشنایی ادیسون، که توسط توماس ادیسون تأسیس شده بود ساخته شد. این ایستگاه با موتورهای بخار با سرعت بالا برای ۱۷۵ اسب بخار در ۷۰۰ دور طراحی شده بود.
آتش سوزی ایستگاه در سال ۱۸۹۰ همه جیز را از بین برد به جز یک دینام که در حال حاضر در موزه سبز روستا در دیربورن، میشیگان نگهداری می‌شود.